# Johann Nordmann
Johann Nordmann (családi nevén Rumpelmayer) ( Landersdorf, 1820. március 13. – Bécs, 1887. augusztus 20.) osztrák író és újságíró, útikönyvíró.

## Élete
1839-ben költött Bécsbe, az ottani egyetem előadásait hallgatta. Részt vett az 1848. évi bécsi mozgalmaiban. 1859-ben a Wanderer, 1869-ben a Neue Freie Presse társszerkesztője lett. Hosszú ideig elnöke volt a bécsi hírlapírók egyesületének, a Concordiának. Írt költeményeket, drámákat, regényeket és elbeszéléseket; kiválóbbak: Zwei Freuen (1850), Frühlingsnächte in Spanien (1857), Ein Wiener Bürger (1860) című regényei; Ein Marschall von Frankreich (1857) című szomorújátéka és Eine Römerfahrt című epikus költeménye. Művei széles körű, mély műveltségről tanúskodnak, de alkotó költői ereje csekély.